# Vraignes-en-Vermandois
Vraignes-en-Vermandois è un comune francese di 173 abitanti situato nel dipartimento della Somme nella regione dell'Alta Francia.

## Società

### Evoluzione demografica
Abitanti censiti